# 馬基亞區
馬基亞區（西班牙語：Distrito de Maquía），是秘魯的一個區，位於該國東北部洛雷託大區的雷克納省，始建於1946年7月20日，面積4,792.06平方公里，海拔高度122米，2005年人口8,487，人口密度每平方公里1.8人。